# متطوعي الأمم المتحدة
متطوعي الأمم المتحدة أو برنامج متطوعي الأمم المتحدة (بالإنجليزية: United Nations Volunteers)‏ (بالفرنسية: Volontaires des Nations unies)‏، هي وكالة تابعة لمنظمة الأمم المتحدة أسست في 1970، وتنشر متطوعين لمساندة هيئات أممية أخرى مباشرة على الأرض. الوكالة التي يديرها برنامج الأمم المتحدة الإنمائي (UNDP)، والتي مقرها في بون في ألمانيا، وتستعمل مقرات UNDP في الدول التي تشتغل فيها.
منذ 1971، أكثر من 30,000 متطوع عملوا مع هذا البرنامج التطوعي في أكثر من 140 دولة نامية.

## إحصائيات
في سبتمبر 2006:
- 218 7: عدد المهمات منذ 1 يناير 2006 إلى سبتمبر 2006.
- 053 7: عدد المتطوعين منذ 1 يناير 2006 إلى سبتمبر 2006.
- 071 5: عدد المتطوعين في شهر سبتمبر 2006.
  - 867 2 في أفريقيا (798 في جمهورية الكونغو الديمقراطية).
  - 804 في آسيا وأوقيانوسيا.
  - 578 في أمريكيتين.
  - 501 في الوطن العربي.
  - 321 في أوروبا واتحاد الدول المستقلة ودول البلطيق.
- 34.2% هم نساء.
- 32.5% هم من المتطوعين المحليين في دولهم.
- 136 دولة يوجد يعمل فيها متطوعين.

## مقالات ذات صلة
- الأمم المتحدة
- برنامج الأمم المتحدة الإنمائي

## روابط خارجية
- الموقع الرسمي